# Gestern war heute: Hundert Jahre Gegenwart
Gestern war heute: Hundert Jahre Gegenwart ist ein Roman mit autobiographischen Zügen von Ingeborg Drewitz aus dem Jahr 1978. Er beschreibt die Geschichte einer Berliner Arbeiterfamilie von 1878 bis 1978 vor allem aus Sicht der Frauen und schildert den Wandel des Frauenbildes.

## Inhalt
Der Roman ist in 20 Kapitel gegliedert, die im Jahr 1923 mit der Geburt Gabrieles beginnen, die sich im Laufe des Buches als eine Protagonistin erweist.
Hinzu kommen 5 als "Arbeitstagebuch des Romans" ausgegebene Kapitel hinzu, welche den Roman zusätzlich gliedern.
Der Roman breitet eine Fülle von (Zeit-)Geschehnissen, persönlichen Schicksalen und Charakteren aus. Für eine ausführliche Inhaltsbeschreibung siehe unten, einen wesentlichen Überblick verleiht die Kurzcharakterisierung der einzelnen Personen.

## Personen

### 1. Generation
Die Familie, deren Geschichte im Buch beschrieben wird, entstammt proletarischen Verhältnissen und lebt in einer generationenübergreifenden Wohnung in Berlin-Moabit. Die einzige auftretende Vertreterin der 1. Generation ist die Urgroßmutter.

#### Urgroßmutter
Das einzige Kapitel des Buches, das aus Perspektive der Urgroßmutter geschrieben ist, ist zugleich das erste des Buches. Die (namenlose) Urgroßmutter spielt mit dem Gedanken, sich aktiv mehr Aufmerksamkeit zu schaffen. Tatsächlich wird sie von der Familie nur noch als "Maul, das es zu stopfen gilt" empfunden. Ihr eigener Horizont geht nicht weit darüber hinaus. Sie ist Vertreterin der Konventionen, die zeit ihres Lebens ein durch die äußeren Umstände vorgegebenes Leben geführt hat.

### 2. Generation
Mit der 2. Generation verbinden sich Hoffnungen auf sozialen Aufstieg. Der Sohn Paul hat studiert, angeblich auch in Paris, jedoch nur kurz gelebt. Sein Andenken wird v. a. durch die Großmutter hochgehalten. Der angeheiratete Gustav gehört durch seinen Beruf als Buchhalter zum niedrigen Bürgertum.

#### Alice/Lieschen
Alice fügt sich, ähnlich der Großmutter, recht anstandslos in eine klassische Frauenrolle innerhalb der Familie. Ihr Wirken gilt der Fürsorge für die Familie. Aufkommende Zweifel beruhigt sie mit den Worten: "Und warum eigentlich nicht?". Die Unterordnung unter gesellschaftliche Konventionen spielt aber eine schon geringere Rolle. Ihre Hoffnung verbindet sie mit ihrer Tochter Susanne, der sie mehr Zukunftsperspektive verschaffen will.

#### Gustav
Gustav ist das Kind einer ärmlichen schlesischen Großfamilie, der unter dem Eindruck der Sozialistengesetze nach Berlin kam, auch in Verbindung mit dem Wunsch nach Verbesserung seines sozialen Status. Auch er will seiner Tochter eine bessere Zukunft ermöglichen, indem er an die schwierige Lage seiner Herkunftsfamilie denkt. Er ist Sozialist, auch wenn er kein aktiv-kämpferisches Klassenbewusstsein besitzt.

#### Paul
Paul tritt nicht persönlich auf, erhält aber die Funktion eines Vorbildes. Als der Einzige, der die soziale Stellung der Familie durchbrochen hat, verweist er auf die Zukunft Gabrieles. Die Großmutter schildert zudem Pauls politisches Engagement (er soll am Petersburger Blutsonntag dabei gewesen sein), das auf Gabriele abfärben wird.

### 3. Generation
Die Geschichte der 3. Generation wird ausführlicher als die der vorhergehenden Generationen beschrieben. Sie steht unter dem Vorzeichen der Historie der Weimarer Republik und des nationalsozialistischen Dritten Reiches.
Susanne, der eine Karriere als Pianistin zugesprochen wird, heiratet einen erfolglosen Bauzeichner, der dauerhaft arbeitslos ist. Die wirtschaftliche Rezession in der Weimarer Republik bürdet der Familie schwere Probleme auf. Auch in der Zeit des Nationalsozialismus verbessert sich die soziale Lage der Familie kaum.

#### Susanne
Susanne ist die erste Frau in der Familiengeschichte, die einen stärkeren Drang zur Selbstverwirklichung besitzt. Ihre Heirat mit dem (namenlosen) Mann, mit dem sie nichts verbindet, und die Geburt Gabrieles scheinen jedoch ihre Zukunftspläne zu zerstören und machen sie freudlos. Sie entscheidet sich für die Selbstaufgabe für die Familie, behält in sich jedoch einen rebellischen Anteil. Sie gibt ihre Selbstverwirklichungspläne an Gabriele weiter.

#### Susannes Mann
Der namenlose Bauzeichner ist wirtschaftlich und menschlich erfolglos. Er ist dauerhaft arbeitslos trotz seines Berufes, der ihn als Mitglied des Bürgertums ausweist. Von seinen Schwiegereltern ist er abhängig, die ihn deshalb beargwöhnen. Die Ehe mit seiner Frau bedeutet ihm nichts, er schlägt sie. Zeitweilig spielt er mit Selbstmordgedanken. Sein mangelndes Selbstwertgefühl führt zu einer ambivalenten Haltung zum Nationalsozialismus (Eintritt als "Märzhase" und später darauf folgende offene Ablehnung) und bereitet ihm zusätzliche Probleme.
Auch seine soziale Herkunft ist problembehaftet: Die Mutter von Susannes Mann taucht als alkoholabhängige Prostituierte auf, die ihn um Geld anbettelt.

### 4. Generation
Die 4. Generation bedeutet das Ende der Generationengemeinschaft im Haus in Berlin-Moabit. Mit Gabriele fokussiert die Erzählung auch nun mehr auf ein individuelles Schicksal. Durch ihr Studium und journalistische Tätigkeit beim WDR ist sie jedoch schon Teil des akademischen Bildungsbürgertums.

#### Gabriele
Gabriele ist die deutliche Protagonistin des Buches. Nach ihrer Geburt ist ein Großteil, nach ihrer Jugendzeit sämtliche Kapitel, mit Ausnahme der Arbeitstagebücher, aus ihrer Perspektive geschrieben. Ihre Geschichte ist sehr wechselhaft und wird eingehend beleuchtet.
1923 geboren, lasten auf Gabriele die Eindrücke der bedrückenden Beziehung zwischen Susanne und ihrem Mann. Beiden Elternteilen fühlt sie sich deshalb entfremdet. Ihre Jugendzeit ist durch Abgrenzung von ihren Altersgenossen geprägt, sie ist nicht Mitglied im BDM. Zufällig gerät sie in die Gruppe einer (gewaltfreien) Widerstandsbewegung, zu der sie sich zögerlich hinwendet. Auch ihre sexuelle Initiation mit einem Mitglied der Bewegung geschieht unter dem Vorzeichen der gesamtpolitischen Geschehnisse. Das Kriegsende wird eindringlich als Neubeginn und Zustand geistiger Leere beschrieben.
Nach 1945 gründet Gabriele mit anderen jungen Leuten eine Zeitschrift, die die Vergangenheit zu thematisieren versucht. 1948 heiratet sie – für den Leser sehr plötzlich – das Redaktionsmitglied Jörg, 1949 wird Renate geboren, darauf Cornelia. Gabriele kommen langsam Zweifel auf, ihre Ehe mit Jörg ist von Sprachlosigkeit und Kälte seitens Jörg gekennzeichnet. 1954 verlässt Gabriele Jörg mit den Kindern und zieht zu einer Freundin. In einem Kapitel in Briefform reflektiert sie über die vergangene Beziehung. Sie promoviert 1956 und wird auf dem Heimweg von der Promotionsfeier vergewaltigt. Sie trifft Jörg wieder und wird schwanger. 1957 verunglückt ihre Tochter Cornelia tödlich, sie zieht wieder mit Jörg zusammen.

#### Jörg
Jörg, ein Chemiker, ist geistiger Vertreter eines eher antiquierten Familienbildes. Seine Frau heiratet er aus Konvention und schafft es nicht, eine wirkliche Beziehung zu ihr aufzubauen. Die tiefen Gefühle, die Gabriele ihm in Briefform schreibt, weiß er nur mit Oberflächlichkeiten zu beantworten.

### 5. Generation
Die Ereignisse der 5. Generation setzen eine "Familiengeschichte" im strengen Sinn nicht mehr fort. Die Erzählung schildert vor allem den Tod Cornelias und ihre Auswirkungen sowie die Auseinandersetzung zwischen Gabriele und Renate.

#### Renate
Renate, Gabrieles ältere Tochter, fällt durch ihren klaren Oppositionismus auf. Die durch Gabriele vorgenommene politische Stellungnahme setzt sie ins Extrem, indem sie sich der linken Studentenbewegung anschließt. Sie glaubt an die Möglichkeit politischer Veränderung. Sie kapselt sich zusehends von ihrer Mutter ab; nur am Rande erfährt die Mutter und damit der Leser von ihren wesentlichen Problemen, etwa als sie durchs Abitur fällt oder durch Drogenkonsum auffällt. Ihr Idealismus wird enttäuscht, und gegen Ende des Romanes arbeitet sie am Fließband. Sie versöhnt sich mit Gabriele.

#### Cornelia
Cornelia, die zweite Tochter Gabrieles, spielt eine funktionale Rolle für die Entwicklung Gabrieles. Ihr plötzlicher Tod zerstört die von Gabriele scheinbar gewonnene Freiheit und bringt sie zu Jörg zurück.

#### Claudia
Während Renate die politische Alternative und die Opposition zur Mutter sucht, stellt die wesentlich jüngere Claudia das Gegenteil dar (auch zur jugendlichen Gabriele): Sie führt ein durchschnittliches Leben, integriert sich in eine Gemeinschaft Gleichaltriger, und besitzt kein besonderes Interesse an Politik.

## Stil
Gestern war Heute: Hundert Jahre Gegenwart beschreibt in einem sehr gedrängten Stil einen großen Zeitraum, in dem eine Vielzahl von Charakteren auftreten. Dennoch ist das Buch in Druckform verhältnismäßig dünn (ca. 400 Seiten). Dies hängt u. a. wesentlich mit Drewitz’ Schreibstil zusammen.

## Themen
Der Roman behandelt die Frauenrolle seit 1900 und Ehe, Selbstverwirklichung und Doppelbelastung seit den 50er Jahren. Darüber hinaus bietet er ein atmosphärisch dichtes Bild auf Alltag und Schlüsselerfahrungen recht unterschiedlicher Geschichtsepochen.

## Rezeption
Um die Jahrtausendwende wurde der Roman für drei Jahre Schwerpunktthema (Sternchenthema) im Abitur-Grundkurs Deutsch in Baden-Württemberg.